# مزرعه بازرگانی
مزرعه بازرگانی یک منطقهٔ مسکونی در ایران است که در دهستان بشاریات شرقی واقع شده‌است.